# 우타넷
우타넷(일본어: 歌ネット)은 주식회사 페이지원이 운영하는 가사 검색 서비스이다.
PC판과 모바일판이 있으며, 모바일판에 대해서는 팬 커뮤니케이션즈와의 공동 운영이 되고 있다.

## 개요
가사의 무료 검색을 할 수 있는 것이 특징이다. 이전에는 무료로 회원 등록을 하지 않으면 보는 것이 불가했지만, 현재로는 누구라도 볼 수가 있다. 가사는 JASRAC, 이 라이선스, 각 저작권 관리단체 등으로부터 허가를 얻어 있으며, 스트림 방식으로 가사를 표기하고 있다.
가사 외에도 음악가의 인터뷰를 개제하거나 하고, 다른 가사 사이트에 비교해서, 음악가와의 관계가 많은 사이트이다.
2003년, 2004년에는 야후 인터넷 가이드(소프트뱅크 크리에이티브) 주최의 Web of the Year에 있어서 음악 관련 사이트에서 1위를 획득하는 등, 유저로부터 호평도 비교적 높다.

## 연혁
- 2001년 5월 21일 서비스 개시.
- 2005년 9월 1일 우타넷 모바일 서비스 개시. 처음에는 au(EZweb)의 단독 서비스였다[2].
- 2006년 12월 15일 NTT 레조넌트와 계약을 맺었으며, 같은 회사의 포털 goo에 대해서 가사의 검색 · 보기 서비스의 제공을 개시[3].
- 2007년 9월 1일 우타넷 모바일이 NTT도코모 소프트뱅크 모바일에 대응.